# Controversia de Kim Soo-hyun y Kim Sae-ron
La controversia de Kim Soo-hyun y Kim Sae-ron hace referencia a una disputa pública en Corea del Sur que gira en torno a quién debería asumir la responsabilidad por el fallecimiento de la actriz. En el centro del conflicto están el actor Kim Soo-hyun, la fallecida Kim Sae-ron, el youtuber Lee Jin-ho, los padres de la actriz, un hombre que afirma haber sido su exnovio (identificado como el Sr. K) y otro conocido como el «hombre de Nueva York», quien se sospecha pudo haber sido su esposo.
Según una llamada telefónica presentada por el canal de YouTube, Garo Sero Research Institute, una mujer que se identifica como la tía de Kim Sae-ron ofrece su testimonio. En dicha llamada, se expone que la familia de la actriz sostiene los siguientes puntos:
1. Un estrecho vínculo entre un representante de la agencia Goldmedalist y Lee Jin-ho.
2. Una supuesta alianza entre la agencia, Kim Soo-hyun y Lee Jin-ho para hostigar a la actriz.
3. Que la relación sentimental entre Kim Sae-ron y Kim Soo-hyun habría comenzado cuando ella tenía 15 años.
4. Que la gestión inadecuada del escándalo por conducir ebria, sumado a una deuda de 700 millones de wones que la empresa le exigía pagar, afectaron seriamente su estabilidad emocional.

## Antecedentes

### Rumores de relación
El 24 de marzo de 2024, la actriz Kim Sae-ron —quien se había mantenido alejada de los reflectores tras su escándalo por conducir bajo los efectos del alcohol— sorprendió al compartir brevemente en sus historias de Instagram una foto muy cercana junto al actor Kim Soo-hyun. En la imagen, ambos aparecían con sus rostros muy juntos, lo que encendió de inmediato especulaciones sobre una posible relación romántica. Aunque la publicación fue eliminada apenas tres minutos después, ya había causado revuelo. La diferencia de edad entre ambos, de 12 años, provocó una ola de comentarios y teorías entre los internautas coreanos. Cabe destacar que en el pasado ambos formaron parte de la misma agencia, Goldmedalist, aunque Kim Sae-ron no renovó su contrato tras su vencimiento el 30 de noviembre de 2022.

### Reacción de Kim Soo-hyun
El 25 de marzo de 2024, la agencia de Kim Soo-hyun, Goldmedalist, negó públicamente los rumores sobre una relación sentimental y emitió un comunicado oficial:

«Los rumores sobre la vida sentimental actual de Kim Soo-hyun carecen totalmente de fundamento. Las fotos que circulan por internet podrían haber sido tomadas en el pasado, cuando ambos artistas pertenecían a la misma agencia. No tenemos conocimiento alguno sobre las intenciones detrás de las acciones de Kim Sae-ron.

Ante la proliferación de malentendidos y especulaciones innecesarias que han surgido por esas imágenes, nuestra agencia tomará medidas legales firmes contra cualquier contenido difamatorio, insultante o que dañe la reputación y la integridad de nuestro actor. Pedimos encarecidamente que se eviten rumores infundados o artículos especulativos al respecto.»
Goldmedalist

### Reacción de Kim Sae-ron
Conforme la controversia seguía creciendo, la actriz declaró en una entrevista con el medio MyDaily que estaba preparando un comunicado y que compartiría su postura tan pronto como estuviera lista. Sin embargo, el 27 de marzo de 2024, sorprendió al mismo medio diciendo que, tras una profunda reflexión, creía que lo mejor era no decir nada. Su decisión de guardar silencio generó aún más especulaciones y dudas entre los internautas surcoreanos. Según otro informe, una persona cercana a Kim comentó que «la situación es tan compleja que no se puede explicar con palabras» y que «[ella] se encuentra en un estado emocional muy delicado».

## Fallecimiento de la actriz
El 16 de febrero de 2025, un amigo encontró el cuerpo de Kim en su casa, ubicada en el distrito de Seongdong, en Seúl. La policía anunció que estaba investigando las causas de la muerte, pero que no había signos de violencia ni de intrusión en la vivienda. Al día siguiente, la policía dictaminó que se había suicidado.

### Acusaciones de la tragedia
El 10 de marzo de 2025, una mujer cercana a Kim Sae-ron —identificada inicialmente como su tía pero luego aclarado que era una amiga muy cercana de su madre— habló en nombre de la familia a través del canal de YouTube, Garo Sero Institute. En esa intervención, acusó al actor de haber mantenido una relación amorosa con la actriz cuando ella aún era menor de edad, y de haberle exigido el pago de una deuda de 700 millones de wones mediante una notificación formal, incluso después de que ella atravesara dificultades y le suplicara ayuda. Según esta versión, la relación habría comenzado en 2015 y durado seis años, cuando ambos tenían 27 y 15 años. La agencia del actor negó rotundamente las acusaciones tanto sobre la supuesta relación con una menor como sobre el intento de cobro, y anunció que emprendería acciones legales firmes contra el canal por difundir rumores. Esa misma noche, el canal respondió al comunicado de Goldmedalist afirmando que la información les fue entregada directamente por un familiar de la fallecida y advirtió que «probablemente mañana alguien recibirá una denuncia relacionada con delitos sexuales contra menores».

## Desarrollo
En marzo de 2024, Garo Sero Institute publicó una imagen de 2016 donde aparece el actor dándole un beso en la mejilla a la actriz; en ese momento ella tenía 16 años. También difundió mensajes que la actriz había enviado a Kim Soo-hyun pocos meses antes de su fallecimiento pidiéndole ayuda financiera:

«Oppa, soy Sae-ron. Me ha llegado una notificación legal diciendo que me demandarán... Me dijiste antes que me darías tiempo, así que he estado esforzándome en preparar mi regreso. En cada proyecto aparto un porcentaje para ir pagando poco a poco. No es que no quiera pagar, pero si ahora me exiges los 700 millones de wones de inmediato, simplemente no puedo hacerlo. No es por falta de voluntad, sino porque no tengo los medios… ¿De verdad tenemos que llegar a un juicio? Por favor, ayúdame, dame un poco más de tiempo...»
Kim Sae-ron

La actriz explicaba que, tras su accidente por conducir bajo efectos del alcohol, perdió todos sus contratos y trabajos, quedando endeudada. Había solicitado un préstamo de 700 millones de wones a su antigua agencia, que prometió devolver poco a poco. Sin embargo, la agencia terminó enviándole una notificación legal. En su mensaje, ella le pedía a Kim Soo-hyun más tiempo y ayuda para evitar una demanda. Tras no recibir respuesta, publicó en redes sociales una foto juntos, lo que provocó finalmente contacto por parte del actor.
Tras la publicación de los mensajes, Goldmedalist afirmó que esa deuda ya había sido catalogada como incobrable en 2023 y que no había intenciones reales de demandarla. A su vez, medios como Dispatch afirmaron que la relación entre Kim Sae-ron y Kim Soo-hyun era conocida en la industria, pero se había mantenido en secreto debido a la diferencia de edad. La agencia reconoció posteriormente que los actores tuvieron una relación de aproximadamente un año entre 2019 y 2020, cuando ambos eran adultos. Sin embargo, negó cualquier tipo de presión o coacción para cobrar la deuda. La situación escaló cuando se difundió una imagen de un hombre lavando platos con la parte inferior del cuerpo parcialmente censurada, supuestamente Kim Soo-hyun, lo que fue criticado por violar su privacidad. El actor denunció penalmente al canal y a la familia de Kim Sae-ron por difamación y distribución ilegal de contenido. Más tarde, se revelaron grabaciones donde Kim Sae-ron mencionaba estar casada desde enero de 2025 con un hombre que la maltrataba, y que había tenido pensamientos suicidas. Esto generó aún más confusión y versiones contradictorias por parte de su entorno, incluidos supuestos exnovios y su esposo, quien dijo estar tramitando la anulación del matrimonio.
Un exnovio de la actriz declaró que su fallecimiento no tenía relación con Kim Soo-hyun, y presentó documentos que incluían conversaciones privadas, historial médico y declaraciones juradas. En paralelo, el supuesto esposo de la misma apareció en una transmisión en vivo negando actos de violencia, pero atribuyendo su deterioro emocional a la presión mediática y al entorno del actor. Más adelante, los familiares de Kim Sae-ron hicieron pública una carta escrita por ella dirigida al actor, en la que le pedía disculpas y explicaba su desesperación por no poder comunicarse con él, acompañada de registros de conversaciones que resultaron ser recreaciones gráficas, no capturas originales. En respuesta, Kim Soo-hyun ofreció una conferencia de prensa en la que negó haber tenido una relación con Kim Sae-ron cuando ella era menor, asegurando que todas sus acciones buscaron proteger su carrera y a su equipo de trabajo. También rechazó haberla acosado o presionado por deudas, y calificó las amenazas recibidas como inaceptables, presentando una demanda civil por difamación. Además de criticar el intento de manipulación pública con pruebas falsas o no verificadas.  A raíz de este escándalo, surgieron múltiples peticiones ciudadanas en Corea del Sur que exigían leyes más estrictas para proteger a menores en casos de delitos sexuales y regular el uso irresponsable de medios digitales contra figuras públicas, incluyendo propuestas para salvaguardar los derechos humanos de los artistas y frenar el acoso digital de parte de creadores de contenido.

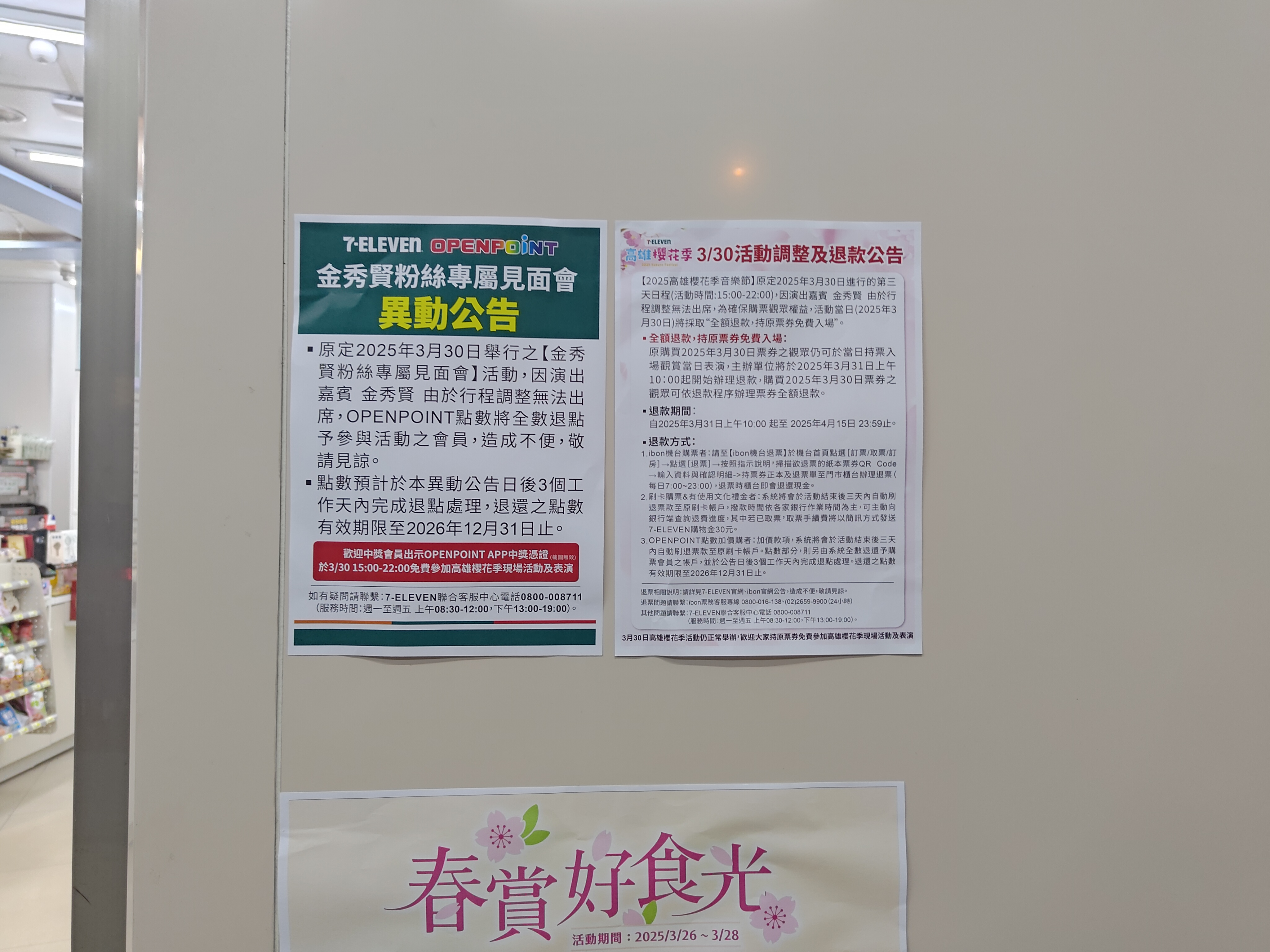
Un aviso en chino de la cancelación del evento.

## Impacto
El nuevo drama protagonizado por Kim Soo-hyun, titulado Knock-Off, tenía previsto su estreno en Disney+ en abril de 2025, pero el 21 de marzo las autoridades anunciaron su suspensión indefinida. Se estima que la producción ha sufrido pérdidas de hasta 60 mil millones de wones surcoreanos.
El actor también tenía previsto asistir el 30 de marzo a un evento de Dream Mall en Kaohsiung, Taiwán, como invitado especial en representación de la ola coreana. Sin embargo, su agencia anunció la cancelación del viaje el 25 de marzo, sin dar detalles sobre los motivos. Antes de que se cancelara la visita, ni el gobierno local de Kaohsiung ni la Oficina de Policía Aérea del Ministerio del Interior habían activado protocolos especiales de seguridad, algo que normalmente sí se hace para la llegada de grandes celebridades coreanas al país. En su lugar, el grupo musical taiwanés Power Station tomó el relevo como acto principal. A pesar de que en el evento aún se vendieron productos promocionales relacionados con el actor, la afluencia de público y las ventas fueron discretas.